# Maria Cieślak-Golonka
Maria Teresa Cieślak-Golonka (ur. 1944) – polska chemiczka. Absolwentka Uniwersytetu Marii Curie-Skłodowskiej. Od 2004 profesor na Wydziale Chemicznym Politechniki Wrocławskiej.